# Predatory Void
Predatory Void ist eine belgische Death/Sludge Metal-Band aus Gent.

## Bandgeschichte
Die Gruppe gehört zum Amenra-Umfeld, der sogenannten „Church of Ra“ und entstand, als Lennart Bossu während der COVID-19-Pandemie Material schrieb, das nicht zu seiner Hauptband passte. Predatory Void gründete sich 2022 neben Bossu um die russischstämmige Sängerin Lina R (auch Sängerin bei Cross Bringer), dem Gitarristen Thijs de Cloedt (ex-Aborted, Cobra the Impaler), den Bassisten Tim De Gieter (ebenfalls bei Amenra) sowie Schlagzeuger Vincent Verstrepen (Carnation).
Die Band erhielt kurz nach Gründung einen Plattenvertrag bei Century Media. Am 30. Januar 2023 erschien ihre digitale Debüt-Single *(struggling..), gefolgt von der zweiten Single Endless Return to the Kingdom of Sleep am 17. Februar 2023. Das Album Seven Keys to the Discomfort of Being folgte am 21. April 2023. Das Artwork sowohl der Singles als auch des Albums wurde von Sven Harambašić realisiert, der ebenfalls aus dem Amenra-Umfeld stammt.
Die Band stellte das Album erstmals auf dem Roadburn Festival vor. Das Album erreichte am 6. Mai 2023 Platz 199 der belgischen Charts in Flandern.
Am 19. November 2023 gab die Band bekannt, das sich Tim De Gieter dazu entschied, seinen Fokus auf seine anderen Projekte zu legen. Die Band gab bekannt, dass Bassistin Kris Auman (EndlingR) von nun an Teil der Band sei.

## Stil
Musikalisch handelt es sich bei Predatory Void um Sludge Metal mit musikalischen Einflüssen aus dem Death und Black Metal sowie Elementen des Hardcore Punk. Lina R wechselt zudem zwischen Growling und klarem Gesang in den eher atmosphärischen Passagen. Im Gegensatz zu der Komplexität des Post-Metals von Amenras handelt es sich bei Predatory Void um eine eher direkte Musik, die dennoch verschiedene avantgardistische Elemente enthält.
Während die Musik überwiegend von Bossu stammt, arbeitete Lina R die Texte der Band aus. Lyrisch handelt es sich um eher dystopische Texte, die auf Selbstreflexion beruhen. Sie behandeln verschiedene Aspekte des Unbehagens auf physischer, emotionaler und mentaler Ebene sowie die Last der Existenz, wobei es auch um Akzeptanz geht. So beschreibt die Band Endless Return to the Kingdom of Sleep als einen „allmähliche[n] Abstieg in ein Reich der Albträume, in dem Schlaflähmung und Halluzinationen, die durch Schlafentzug verursacht werden, unterbewusste Ängste und Verletzlichkeiten wecken, die tief im Inneren vergraben sind“.

## Diskografie

### Alben
- 2023: Seven Keys to the Discomfort of Being (Century Media)

### Singles
- 2023: *(struggling..) (digital)
- 2023: Endless Return to the Kingdom of Sleep (digital)
- 2023: Grovel (digital)